# Dismutació
S'anomena  dismutació  o  desproporció  a tota reacció d'oxidació reducció on un element és a la vegada oxidat i reduït quan la suma de potencials dels corresponents parells redox és major de 0.
La primera reacció de dismutació la va estudiar el químic suec Johan Gadolin

## Exemples
L'exemple més comú de dismutació és la descomposició de l'aigua oxigenada, els productes d'aquest procés són l'oxigen molecular i l'aigua:
2H+ + H₂O₂ + 2e- → 2H₂O + O₂
H₂O₂ → O₂ + 2H+ + 2e-
─ ─ ─ ─ ─ ─ ─ ─ ─ ─ ─ ─ ─ ─ ─ ─ ─ ─ ─ ─ ─
2H₂O₂ → 2H ₂O + O₂
En aquest exemple l'oxigen present en l'aigua oxigenada es troba en l'estat d'oxidació -1 i com a producte de la descomposició passa a l'estat d'oxidació 0 en l'oxigen elemental (és oxidat), i al mateix temps passa a l'estat d'oxidació - 2 en l'aigua (és reduït).
Un altre exemple és la formació de clorur i hipoclorit a partir de clor elemental en dissolució alcalina:
Cl₂ + 2e- → 2Cl-
Cl₂ + 4OH- → 2ClO- + 2H₂O + 2e-
─ ─ ─ ─ ─ ─ ─ ─ ─ ─ ─ ─ ─ ─ ─ ─ ─ ─ ─ ─ ─ ─ ─ ─ ─ ─ ─
2Cl₂ + 4OH- → 2Cl- + 2ClO- + 2H₂O
3 Cl₂ + 6 OH− → 5 Cl− + ClO₃− + 3 H₂O
Aquesta reacció utilitzant hidròxid de sodi s'utilitza en la fabricació del lleixiu.
Encara hi ha nombrosos altres casos com la reacció de calomelans (negre bell) on a partir del clorur de mercuri (I) (Hg₂Cl₂), es forma en contacte amb amoníac (NH₃) un polímer nitrogenat de mercuri (II) i mercuri elemental que dona el color negre a la mescla de reacció i justifica el nom.